# 8770 Totanus
8770 Totanus è un asteroide della fascia principale. Scoperto nel 1973, presenta un'orbita caratterizzata da un semiasse maggiore pari a 3,1119500 UA e da un'eccentricità di 0,1261183, inclinata di 2,10566° rispetto all'eclittica.